# وادان (موریتانی)
وادان (به عربی: وادان) شهری کوچک در منطقه بیابانی مرکز موریتانی است که در حاشیه جنوبی فلات اَدرار، در ۹۳ کیلومتری شمال شرق شِنقیط واقع شده‌است. این شهرک یکی از منازل کاروان‌ها در مسیر تجارت صحراگذر بود؛ کاروان‌هایی که تخته‌های نمک را از معادن موجود در اِجِل حمل می‌کردند.
یک تجارتخانه پرتغالی در سال ۱۴۸۷ در این محل تأسیس شد، اما احتمالاً خیلی زود رها شد. این شهر از قرن شانزدهم رو به زوال گذاشت و بیشتر آن اکنون ویران شده‌است. شهر قدیمی، که در فهرست میراث جهانی است، اگرچه در حال ویران شدن است، اما هنوز هم از مقداری دست‌نخورده است. یک روستای امروزی هم در خارج از دروازه آن قرار دارد. روستای وادان ۳٬۶۹۵ نفر جمعیت دارد و ۴۰۷ متر بالاتر از سطح دریا واقع شده‌است.
وادان نزدیکترین شهر به سازه ریشات (چشم صحرا) است، یک دایره‌ای گسترده طبیعی که از فضا قابل مشاهده است.